# Elimination Chamber

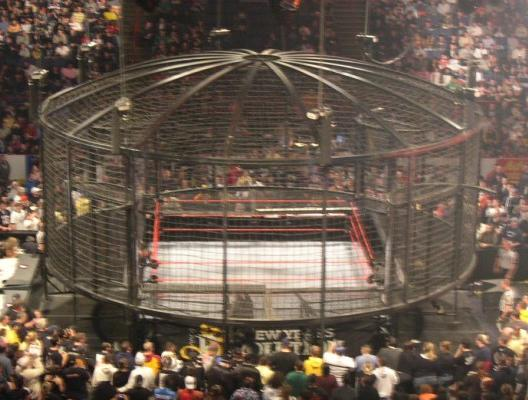
Structura cuştii folosită în cadrul meciurilor Elimination Chamber

Elimination Chamber este meciul semnătură al companiei de wrestling profesionist World Wrestling Entertainment.
Acest meci a fost creat de către managerul general din RAW, Eric Bischof, iar prima dată a fost disputat pe 17 noiembrie 2002, în New York City, în cadrul pay-per-view-ului Survivor Series.

## Structură
Această cușacă rotundă, cu un diametru de 11 metri și o înălțime de 8 metri, are o masă de 16 tone, dintre care 10 tone de fier și 3.2 kilometri de lanț care cântăresc 6 tone. În interiorul cuștii se află 4 celule din plexiglass, fiecare fiind plasată în dreptul unui colț al ringului. Cușca, având o formă circulară, mai îngrădește o parte din spațiul din jurul ringului, deasupra căreia este o platformă care într-un fel lărgește apronul. O asemenea structură costă 250000$ iar construcția ei durează între 6 și 8 săptămâni.

## Reguli
Meciul este disputat între 6 wrestleri, dintre care 2 îl încep în ring, iar ceilalți 4, prezenți în celulele de plexiglass. La intervale de timp prestabilite, trei, patru sau cinci minute, se alege aleatoriu o celulă care să se deschidă, iar wrestlerul aflat în ea intră în meci, și tot așa până când ultima cabină a fost deschisă. Wrestlerii sunt eliminați unul câte unul prin pinfall sau submission care poate fi executat și pe platforma ce prelungește apronul. Câștigătorul este desemnat cel care rămâne singur în cușcă.

## Variante
Elimination Chamber Match este varianta originală, în care wrestlerii se luptă corp la corp, până când unul dintre ei câștigă.
Extreme Elimination Chamber Match este varianta hardcore a acestui tip de meci în care singura diferență față de varianta originală este faptul că în fiecare celulă se află câte o armă: o rangă, o masă, un scaun de metal și o bâtă de baseball înfășurată cu sârmă ghimpată. Odată cu deschiderea unei cabine, wrestlerul intră în meci cu arma pe care o avea cu el, care din acel moment poate fi folosită de oricine.

## Istoria meciului
| #  | Brand         | Câștigător     | Miză                                                            | Competitori | Dată              | Eveniment               | Locație                |
| -- | ------------- | -------------- | --------------------------------------------------------------- | --- | ----------------- | ----------------------- | ---------------------- |
| 1  | RAW           | Shawn Michaels | World Heavyweight Championship                                  | Triple H (c) vs. Booker T vs. Chris Jericho vs. Kane vs. Shawn Michaels vs. Rob Van Dam                              | 17 noiembrie 2002 | Survivor Series         | New York City NY       |
| 2  | RAW           | Triple H       | World Heavyweight Championship                                  | Triple H (c) vs. Goldberg vs. Chris Jericho vs. Shawn Michaels vs. Kevin Nash vs. Randy Orton                        | 24 august 2003    | SummerSlam              | Phoenix AZ             |
| 3  | RAW           | Triple H       | World Heavyweight Championship                                  | Batista vs. Chris Benoit vs. Edge vs. Chris Jericho vs. Randy Orton vs. Triple H                                     | 9 ianuarie 2005   | New Year's Revolution   | San Juan PR            |
| 4  | RAW           | John Cena      | WWE Championship                                                | John Cena (c) vs. Kurt Angle vs. Carlito vs. Chris Masters vs. Shawn Michaels vs. Kane                               | 8 ianuarie 2006   | New Year's Revolution   | Albany NY              |
| 5  | ECW           | Bobby Lashley  | ECW Championship                                                | The Big Show (c) vs. Bobby Lashley vs. Hardcore Holly vs. CM Punk vs. Test vs. Rob Van Dam                           | 3 decembrie 2006  | December to Dismember   | Augusta GA             |
| 6  | SmackDown ECW | The Undertaker | Meci pentru World Heavyweight Championship la WrestleMania XXIV | Batista (c) vs. Big Daddy V vs. Finlay vs. The Great Khali vs. Montel Vontavious Porter vs. The Undertaker           | 17 februarie 2008 | No Way Out              | Las Vegas NV           |
| 7  | RAW           | Triple H       | Meci pentru WWE Championship la WrestleMania XXIV               | Jeff Hardy (c) vs. Chris Jericho vs. John "Bradshaw" Layfield vs. Shawn Michaels vs. Triple H vs. Umaga              | 17 februarie 2008 | No Way Out              | Las Vegas, NV          |
| 8  | SmackDown     | Triple H       | WWE Championship                                                | Edge (c) vs. Triple H vs. The Big Show vs. Jeff Hardy vs. Vladimir Kozlov vs. The Undertaker                         | 15 februarie 2009 | No Way Out              | Seattle WA             |
| 9  | RAW           | Edge           | World Heavyweight Championship                                  | John Cena (c) vs. Edge vs. Chris Jericho vs. Kane vs. Mike Knox vs. Rey Mysterio                                     | 15 februarie 2009 | No Way Out              | Seattle WA             |
| 10 | RAW           | John Cena      | WWE Championship                                                | Sheamus (c) vs. John Cena vs. Triple H vs. Randy Orton vs. Ted DiBiase vs. Kofi Kingston                             | 21 februarie 2010 | WWE Elimination Chamber | Saint Louis MO         |
| 11 | SmackDown     | Chris Jericho  | World Heavyweight Championship                                  | The Undertaker (c) vs. John Morrison vs. R-Truth vs. CM Punk vs. Chris Jericho vs. Rey Mysterio                      | 21 februarie 2010 | WWE Elimination Chamber | Saint Louis MO         |
| 12 | RAW           | John Cena      | WWE Championship                                                | R-Truth vs Randy Orton vs Sheamus vs John Morrison vs CM Punk vs John Cena                                           | 20 februarie 2011 | WWE Elimination Chamber | Oakland, California    |
| 13 | SmackDown     | Edge           | World Heavyweight Championship                                  | Wade Barrett vs Big Show vs Drew McIntyre vs Kane vs Rey Mysterio vs Edge                                            | 20 februarie 2011 | WWE Elimination Chamber | Oakland, California    |
| 14 | WWE           | CM Punk        | WWE Championship                                                | CM Punk (c) vs The Miz vs Chris Jericho vs Kofi Kingston vs Dolph Ziggler vs R-Truth                                 | 19 februarie 2012 | WWE Elimination Chamber | Milwaukee, Wisconsin   |
| 15 | WWE           | Daniel Bryan   | World Heavyweight Championship                                  | Daniel Bryan (c) vs Santino Marella vs Wade Barrett vs Cody Rhodes vs Big Show vs The Great Khali                    | 19 februarie 2012 | WWE Elimination Chamber | Milwaukee, Wisconsin   |
| 16 | WWE           | Jack Swagger   | Meci pentru World Heavyweight Championship la WrestleMania 29   | Jack Swagger vs Randy Orton vs Chris Jericho vs Mark Henry vs Kane vs Daniel Bryan                                   | 17 februarie 2013 | WWE Elimination Chamber | New Orleans, Louisiana |
| 17 | WWE           | Randy Orton    | WWE World Heavyweight Championship                              | Randy Orton vs Daniel Bryan vs John Cena vs Cesaro vs Christian vs Sheamus                                           | 23 februarie 2014 | WWE Elimination Chamber | Minneapolis, Minnesota |
| 18 | WWE           | The New Day    | WWE Tag Team Championship                                       | The New Day vs The Prime Time Players vs Tyson Kidd și Cesaro vs The Ascension vs The Lucha Dragons vs Los Matadores | 31 mai 2015       | WWE Elimination Chamber | Corpus Christi, Texas  |
| 19 | WWE           | Ryback         | WWE Intercontinental Championship                               | Ryback vs Sheamus vs Dolph Ziggler și Mark Henry vs R-Truth vs Wade Barrett                                          | 31 mai 2015       | WWE Elimination Chamber | Corpus Christi, Texas  |
| 20 | SmackDown     | Bray Wyatt     | WWE Championship                                                | Bray Wyatt vs John Cena vs AJ Styles vs The Miz vs Dean Ambrose vs Baron Corbin                                      | 12 februarie 2017 | WWE Elimination Chamber | Phoenix, Arizona       |
| 21 | Raw           | Alexa Bliss    | WWE Raw Women's Championship                                    | Alexa Bliss vs Sasha Banks vs Bayley vs Mickie James vs Sonya Deville vs Mandy Rose                                  | 25 februarie 2018 | WWE Elimination Chamber | Paradise, Nevada       |
| 22 | Raw           | Roman Reigns   | Meci pentru WWE Universal Championship la WrestleMania 34       | Roman Reigns vs Braun Strowman vs Seth Rollins vs Finn Balor vs John Cena vs Elias Samson vs The Miz                 | 25 februarie 2018 | WWE Elimination Chamber | Paradise, Nevada       |

1. La a treia ediție, centura era vacantă, iar Shawn Michaels a fost arbitru special.
2. A cincea ediție a fost primul Extreme Elimination Chamber.
3. La a noua ediție, Kofi Kingston a fost inițial în meci, dar acesta a fost atacat de Edge, care i-a luat locul.
4. La a zecea ediție, John Cena a câștigat centura, urmând să o piardă în favoarea lui Batista, într-un meci stabilit imediat după victoria sa.
5. La a unsprezecea ediție, The Undertaker a fost atacat de Shawn Michaels, urmând ca Chris Jericho să câștige meciul.